# Seznam hrvaških filologov
Seznam hrvaških filologov.

## A
- Julije Adamović
- Marin Andrijašević?
- Josip Aranza

## B
- Josip Badalić (1888-1985)
- Hugo Badalić
- Vesna Badurina Stipčević
- Sulejman Bajraktarević
- Lujo Bakotić?
- (Antun Barac)
- Višnja Barac-Kostrenčić
- Antun Barač
- Josip Barač
- Henrik Barić
- Marijana Belaj (etnol.)
- Nikola Benčić
- Julije Benešić
- Ivan Berčič (Brčić)
- Mislava Bertoša?
- Inoslav Bešker (1950–2023)
- Đuro Blažeka
- (David Bogdanović)
- Rafo (Rafael) Bogišić (1925-2010)
- Nikola Bonifačić Rožin
- Dragutin Boranić
- Ivan Botica
- Tomo Brajković
- Josip Bratulić (1939-)
- Mirko Breyer
- Ivan Broz
- Dalibor Brozović?
- Daniel Bučan (islamolog)
- Franjo Bučar
- Pero Budmani (Petar Budman)
- Ramiro Bujas?
- Bulcsú László

## C
- Ivan Cesar

## Č
- Ivan Česmički
- Ivan Črnčić

## D
- Antun Dalmatin?
- Stjepan Damjanović
- Đuro Daničić
- Mirko Deanović
- Darko Deković
- Ardelio Della Bella
- Branko Despot
- Mirko Divković
- Radoslav Dodig
- Branko Drechsler

## E
- Mirko Eterović

## F
- Antun Fabris
- Franjo Fancev
- Josip Ferenc (Ferencz József)
- Goran Filipi (1954-2021)
- (Nedim Filipović: bosanski orientalist)
- Rudolf Filipović
- (Aleksandar Flaker)
- Josip Florschütz
- Vilim Frančić
- Ivo Frangeš
- Branko Fučić
- Silvana Fužinato

## G
- Ante (Anton Lovre) Gančević
- (Sandor Gjalski)
- Branimir Glavičić
- Mihovil Glavinić? (1833-1895)
- Julije Golik
- Branko Gorjup (1944)
- Oton Gorski (Otto Glücks)
- Veljko Gortan (1907-85)
- Frano Gospodnetić (1916-1995)
- Jugoslav Gospodnetić? (1919-2010)
- Ivan Gostiša (1857-1940)
- Igor Gostl (1938-1999)
- Biserka Grabar (1932-1986) (paleoslavistka)
- Matija Grbić
- Dragutin Grdenić
- Domagoj Grečl
- Berislav Grgić
- Karlo Grimm (jezuit)
- Matija (Mato) Gršković
- Kliment (Klement) Grubišić
- Vinko Grubišić
- Đuro Grubor
- Vladimir Gudel?
- Zdenka Gudelj-Velaga

## H
- László Hadrovics?
- Josip Hamm
- Fabijan Hausser
- Henrik Heger
- Marela Hercezi-Skalicki
- Eduard Hercigonja
- Vladimir Horvat
- Stjepan Hosu
- Antun Hurm

## I
- Fran Ilešič
- Joza Ivakić
- Milan Ivančević
- Ivan Ivančić
- Josip Franjo Ivanić
- Katica Ivanišević
- Nikola Ivanišin
- Antonio Ive
- Franjo Iveković
- Stjepan Ivšić

## J
- Ante Jadrijević
- Vatroslav Jagić
- Jakov Jakac
- Mira Janković (r. Maravić)
- Marko Japundžić
- Milka Jauk-Pinhak
- Josip Jernej ?
- Alojz Jembrih
- Antun Dubravko Jelčić (1930-2020)
- Mislav Ježić
- Slavko Ježić (1895-1969)
- Neven Jovanović
- Ante Jurević
- Želimir Bob Juričić
- Šime (Šimun) Jurić
- Blaž Jurišić
- Bartol Jurjević  /Bartul Đurđević

## K
- Ante Kadić?
- Antun Slavko Kalenić
- Vatroslav Kalenić?
- Slavoljub Kantoci
- Ivan Kasumović
- Matija Petar Katančić ?
- Radoslav Katičić
- Vjeran Katunarić
- Dragutin Kišpatić
- Breda Kogoj-Kapetanić
- Stipan Konzul Istrijan?
- Đuro Körbler
- Karlo (Marko) Kosor
- Josip Kostić
- Franjo Košćal (Kostial)
- (Nevenka Košutić Brozović)
- Zvonko Kovač ?
- August Kovačec
- Viktor Kralj
- Miroslav Kravar
- Stjepan Krešić
- Vinko Krišković?
- Mate Križman
- Mišo (Mijo) Krkljuš
- Kruno(slav) Krstić
- Zvonimir Kulundžić
- Herta Kuna
- Makso Kuntarić
- Fran Kurelac
- Tanja Kuštović
- (Ante Kuzmanić)
- Mladen Kuzmanović?
- Martin Kuzmić

## L
- Velimir Laznibat?
- Ljubomir Andrej Lisac?
- Matija Lopac
- István Lukács, tudi Stjepan Lukač?

## M
- Mladen Machiedo
- Višnja Machiedo (r. Škrtić)
- Ivan Macun
- Dora Maček
- Branko Magarašević
- Đorđe Magarašević
- Lovre Mahnič(-ć) (Lovro Mahnič)
- Franjo Maixner
- (Rudolf Maixner)
- Miljenko Majetić
- Niko(la) Majnarić (1885—1966)
- Dragica Malić
- Milivoj (Mirza Abdurahman) Malić
- Zdravko Malić
- Ivo Mardešić
- Ratimir Mardešić
- Tomislav Maretić
- Jozo Marević
- (Lujo Margetić)
- Stjepan (Ivan) Marijanović (1794-1848)
- Marko Marulić
- Fran Matejčić
- Tomo Matić (1874–1968)
- Zdravka Matišić (indologinja)
- Predrag Matvejević
- (Giovanni Maver)
- Antun Mayer (1883-1957)
- Antun Mažuranić
- Ivan Mažuranić
- Milorad Medini
- Antun Mihanović
- Nedjeljko Mihanović
- Ivan Milčetić
- Milan Moguš
- Žarko Muljačić
- August Musić (Mušič)
- Stjepan Musulin

## N
- Anica Nazor
- Darko Novaković

## P
- Vinko Pacel
- Pavao Pauš
- Armin Pavić
- Vlatko Pavletić
- Pavao Pavličić?
- Olga Perić
- Franjo Petračić
- Božidar Petranović ?
- (Fran Petre)
- Ivanka Petrović
- Svetozar Petrović
- Bartol Poparić

## R
- Vojmil Rabadan
- Koloman Rac
- Adalbert Rebić (1937-2014)
- Milan Rešetar
- Josip Ribarić
- Dragutin Rosandić

## S
- Dionizije Sabadoš
- Tomislav Sabljak
- Joža (Josip) Skok
- Petar Skok
- S. D. Smičiklas
- Milivoj Solar (1936-)
- Ante Stamać ?
- Šime Starčević ?
- Jakov Stipišić ?
- Darko Suvin ?

## Š
- Gustav Šamšalović
- Kerubin Šegvić
- Miroslav Šicel
- Ivo Škarić (1933-2009; retorik)
- Dubravko Škiljan (1949-2007)
- Zdenko Škreb
- Milivoj Šrepel (1862-1905)
- Barbara Štebih Golub?
- Vjekoslav Štefanić
- Bogoslav Šulek (1816–1895)
- Đuro Šurmin (1867-1937)

## T
- Lada Tajčević
- Pavao Tekavčić
- Mate Tentor
- Josip Torbarina
- Karmen Turčinov

## V
- Josef/Josip Vajs (1865-1959) (Čeh)
- Adolfo Veber Tkalčević
- Josip Vončina
- Vladimir Vratović

## Ž
- Mateo Žagar
- Milan Žepič
- Sebastijan Žepič
- Branimir Žganjer
- Sreten Živković
- Viktor Žmegač